# Cyclotosaurus
Il ciclotosauro (gen. Cyclotosaurus) è un anfibio estinto, appartenente ai temnospondili. Visse tra il Triassico medio e il Triassico superiore (circa 240 - 210 milioni di anni fa). I suoi resti fossili sono stati rinvenuti in Europa, in Groenlandia e in Asia.

## Descrizione
Di grandi dimensioni (poteva superare i quattro metri di lunghezza), il ciclotosauro era un grande predone semiacquatico, caratterizzato da una grande testa lunga anche 70 centimetri, di forma vagamente triangolare, dotata di una fitta serie di denti aguzzi. Il cranio e il corpo erano piuttosto appiattiti; un adattamento, questo, necessario a un animale che passava la maggior parte del tempo immerso appena sotto la superficie dell'acqua, praticamente invisibile. In Cyclotosaurus, le tipiche incisure otiche presenti in numerosi temnospondili (ovvero solchi più o meno profondi lungo la parte posteriore del cranio, ritenuti ospitare la membrana timpanica) erano sostanzialmente chiuse e formavano vere e proprie finestre tonde, in quanto le ossa che le circondavano (squamoso e tabulare) erano in contatto (da qui il nome Cyclotosaurus, "lucertola con le orecchie tonde").
Cyclotosaurus era caratterizzato da ossa frontali con larghi processi discendenti che si connettevano alla parte superiore di un largo sfenetmoide, una coana corta rotonda od ovale, una piastra vomerina corta, un'ampia area triangolare alla base del processo cultriforme che andava a immettersi nella cresta cultriforme, una piastra basale del parasfenoide a forma di delta con una sutura basicranica allungata (quest'ultima caratteristica è in comune con Mastodonsaurus).

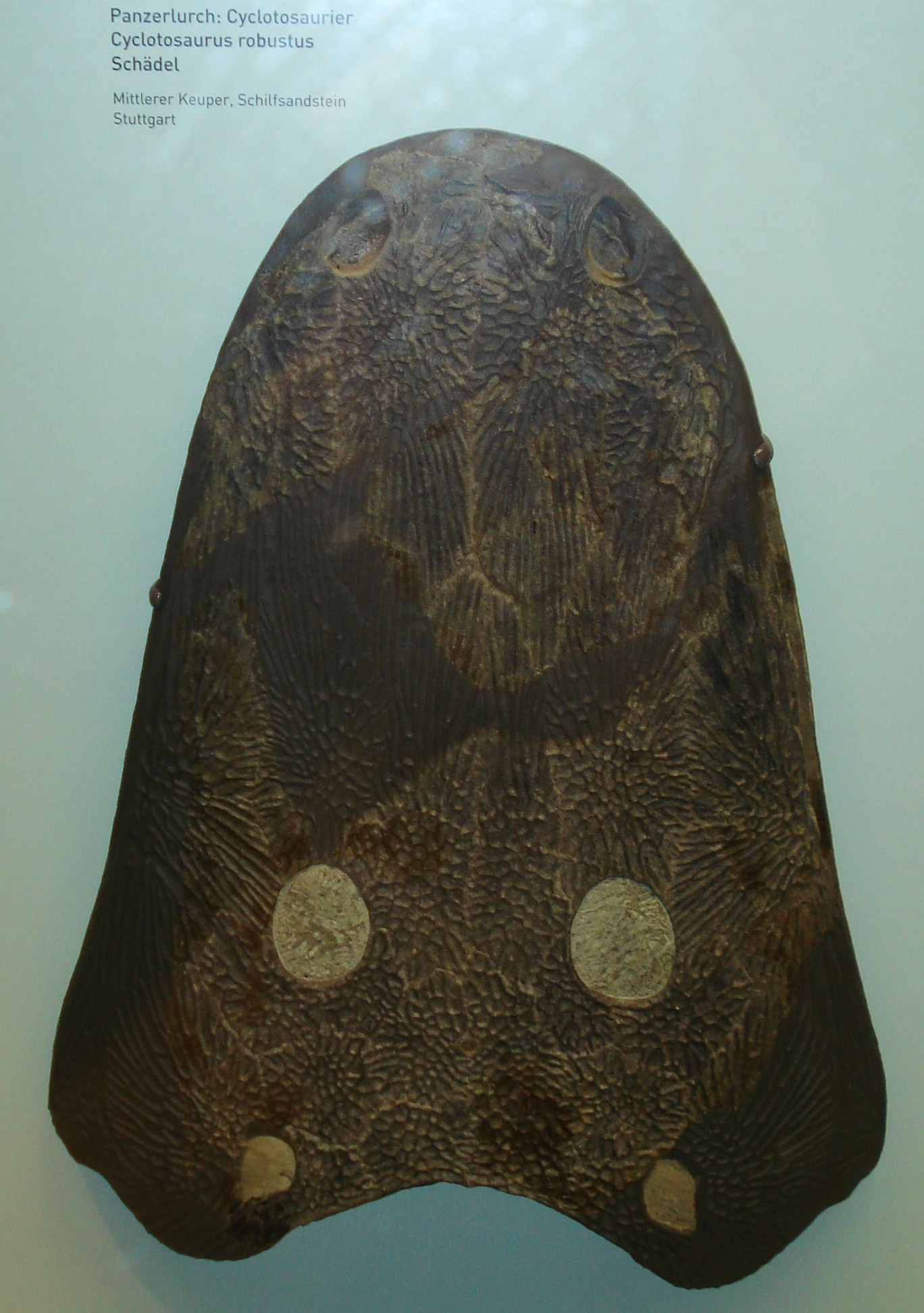
cranio di Cyclotosaurus robustus

## Classificazione
Il genere Cyclotosaurus venne istituito da Eberhard Fraas nel 1889, per accogliere la specie di anfibio fossile precedentemente nota come Mastodonsaurus robustus, descritta da Quenstedt nel 1850. In seguito vennero descritte numerose altre specie attribuite a questo genere, la maggior parte delle quali provenienti dal Triassico superiore della Germania.La specie più antica è C. papilio, nota per un cranio parziale del Ladinico della Germania, ma non è certo che questa specie fosse attribuibile al genere Cyclotosaurus. La specie tipo, C. robustus del Carnico della Germania, è considerata la più basale; C. buechneri, della zona di Bielefeld,  è considerata in una posizione intermedia tra quest'ultima e le successive, C. mordax e due cladi fratelli, composti l'uno da C. ebrachensis e il polacco C. intermedius, e l'altro da C. posthumus e C. hemprichi (Witzmann et al., 2016). Fossili simili a C. posthumus sono stati ritrovati anche nel Norico della Thailandia (Ingavat e Janvier, 1981). Una specie proveniente dal Triassico superiore della Groenlandia, C. naraserluki, è considerata il sister taxon di C. mordax (Marzola et al., 2017).

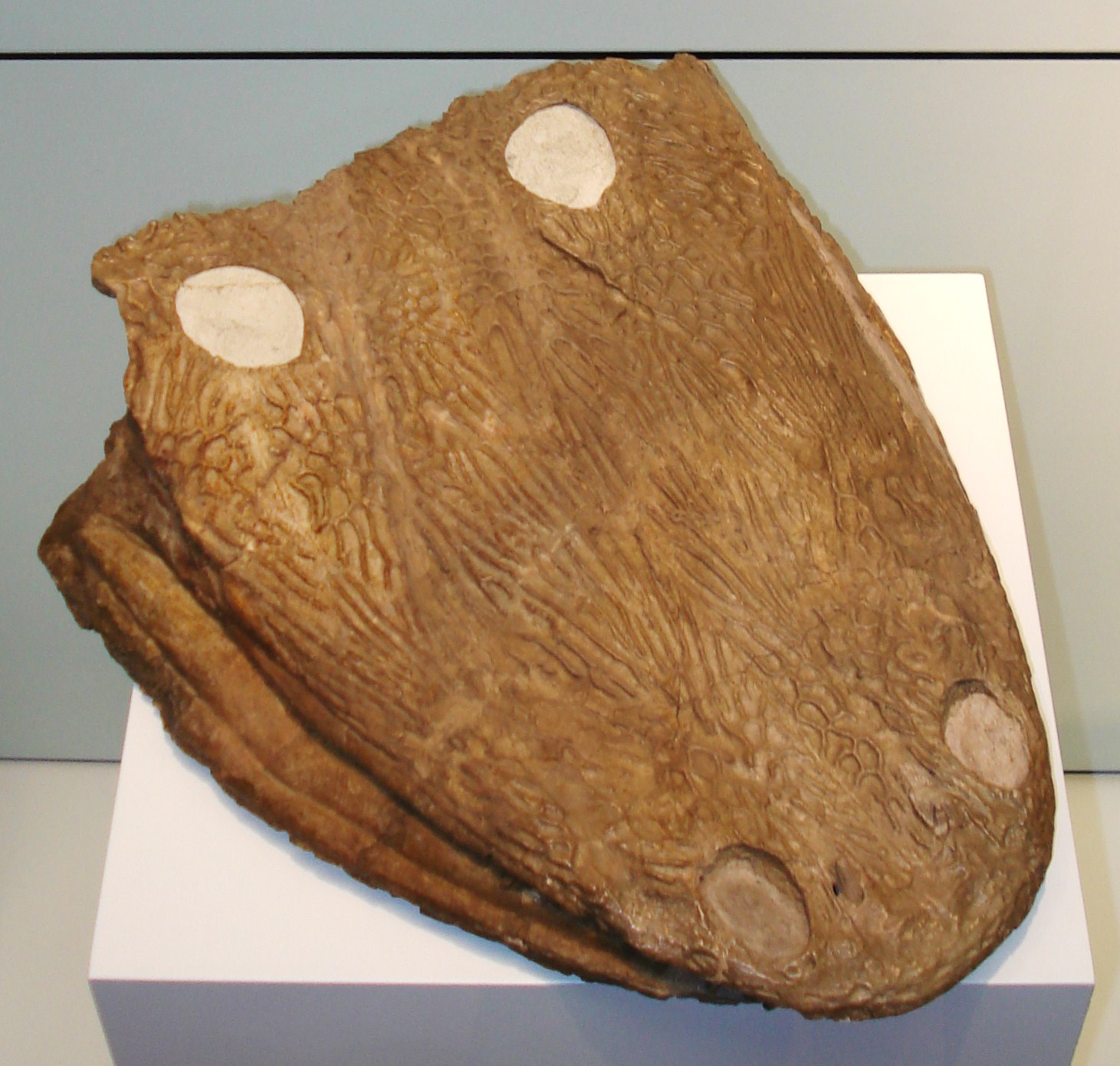
Cranio di Cyclotosaurus mordax

Cyclotosaurus appartiene ai capitosauri, un gruppo di anfibi temnospondili di grandi dimensioni, dal cranio appiattito e tipicamente acquatici. In particolare, Cyclotosaurus sembra una forma derivata, forse vicina al genere Mastodonsaurus. Le incisure otiche chiuse, ritenute un tempo prova di un'evoluzione lineare dei capitosauri (da forme con incisure otiche completamente aperte a quelle completamente chiuse), si sono in realtà sviluppate in almeno due (o forse tre) linee indipendenti di capitosauri (Witzmann et al., 2016).

## Paleoecologia
Il ciclotosauro si cibava di pesci e di altre prede più grandi, che probabilmente venivano attaccate grazie ad agguati fulminei, in un modo molto simile a quello degli odierni coccodrilli. Le varie specie mostrano adattamenti cranici diversificati, probabilmente in base a differenti strategie alimentari.

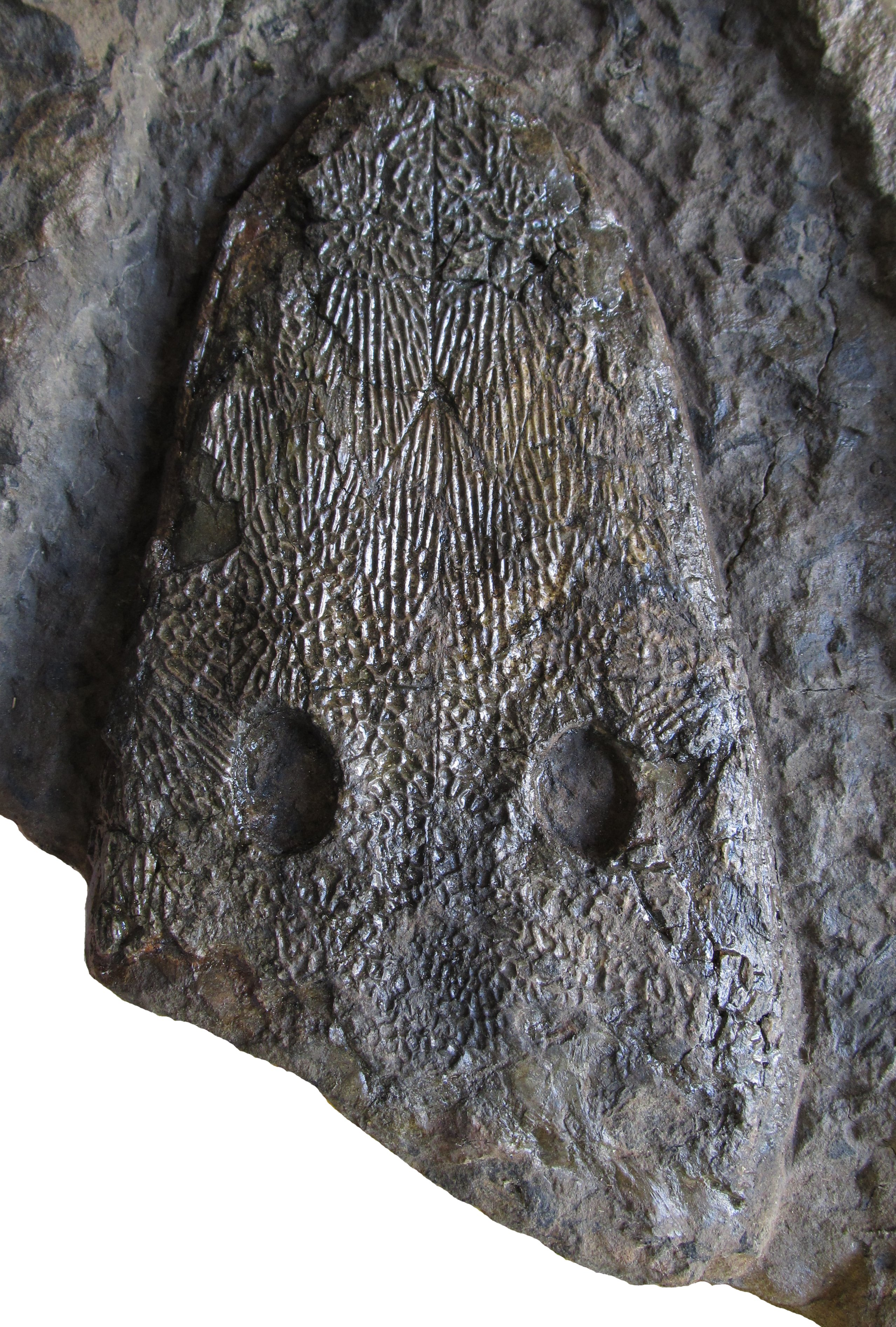
Olotipo di Cyclotosaurus buechneri